# CLP rendelet
AZ EURÓPAI PARLAMENT ÉS A TANÁCS 1272/2008/EK RENDELETE (2008. december 16.) az anyagok és keverékek osztályozásáról, címkézéséről és csomagolásáról, a 67/548/EGK és az 1999/45/EK irányelv módosításáról és hatályon kívül helyezéséről, valamint az 1907/2006/EK rendelet módosításáról
Az új jogszabály
- alkalmazza a GHS fő alapelveit[2]
- amennyire lehetséges a meglévő EU rendszerhez közelít
- biztosítja a védelem jelenlegi szintjét bevonva az EU-maradékokat is, amelyeket a GHS szabályozás nem fed le
- biztosítja a szállítással való konzisztenciát
- átveszi a 67/548/EGK tanácsi irányelv[3] I. számú mellékletét
- átveszi a REACH[4] szabályozás XI. címét (besorolás és címkézés)[5]
- meghatározza az átmeneti periódust, amelyben a régi és a jelenlegi szabályozás is érvényben van
- amennyire csak lehetséges a GHS terminológiát használja, amellett hogy a REACH terminológia elveit is megtartja pl. keverék, készítmény helyett.

A rendelet számos új kötelezettséget ró a vegyi anyagok felhasználóira/forgalmazóira/gyártóira:
- Új figyelmeztető (H mondatok) és óvintézkedésre vonatkozó (P mondatok) mondatokat kell használniuk
- Új Veszélypiktogramokat kell feltüntetniük a címkéken
- Az új típusú címkézést be kell jelenteniük az Európai Vegyianyag-Ügynökség felé